# Coloradské pracovní války
Coloradské pracovní války byly sérií dělnických stávek v letech 1903 a 1904 v americkém státě Colorado. Stávky byly iniciovány horníky, kteří těžili zlato a stříbro, a pracovníky továren, kteří byli zastoupeni Západní federací horníků (WFM) usilující o zlepšení pracovních podmínek včetně zvýšení mezd. Proti nim stála sdružení vlastníků dolů a obchodníků na každém místě, jež byla podporována vládou státu Colorado. Tyto stávky zaujaly pozornost kvůli doprovodnému násilí a vyhlášení stanného práva ze strany Coloradské národní gardy, jejímž cílem bylo potlačit stávky.
Téměř souběžný úder v severních a jižních uhelných polích v Coloradu také vyvolal vojenskou reakci Coloradské národní gardy.
Nejvýraznější konflikty mezi prací a kapitálem v Coloradu se rozhořely mezi horníky a provozovateli dolů. V těchto střetech se státní vláda, s jedinou výjimkou, postavila na stranu provozovatelů dolů. Kromě horníků a provozovatelů dolů se na bojištích objevila Národní garda, často neformálně označovaná jako milice, soukromé agentury jako Pinkertons, Baldwin–Felts a detektivní agentury Thiel. Také se účastnily různé odborové subjekty, sdružení vlastníků dolů a vigilantní skupiny, spolu s obchodem ovládanými skupinami, jako je Aliance občanů.

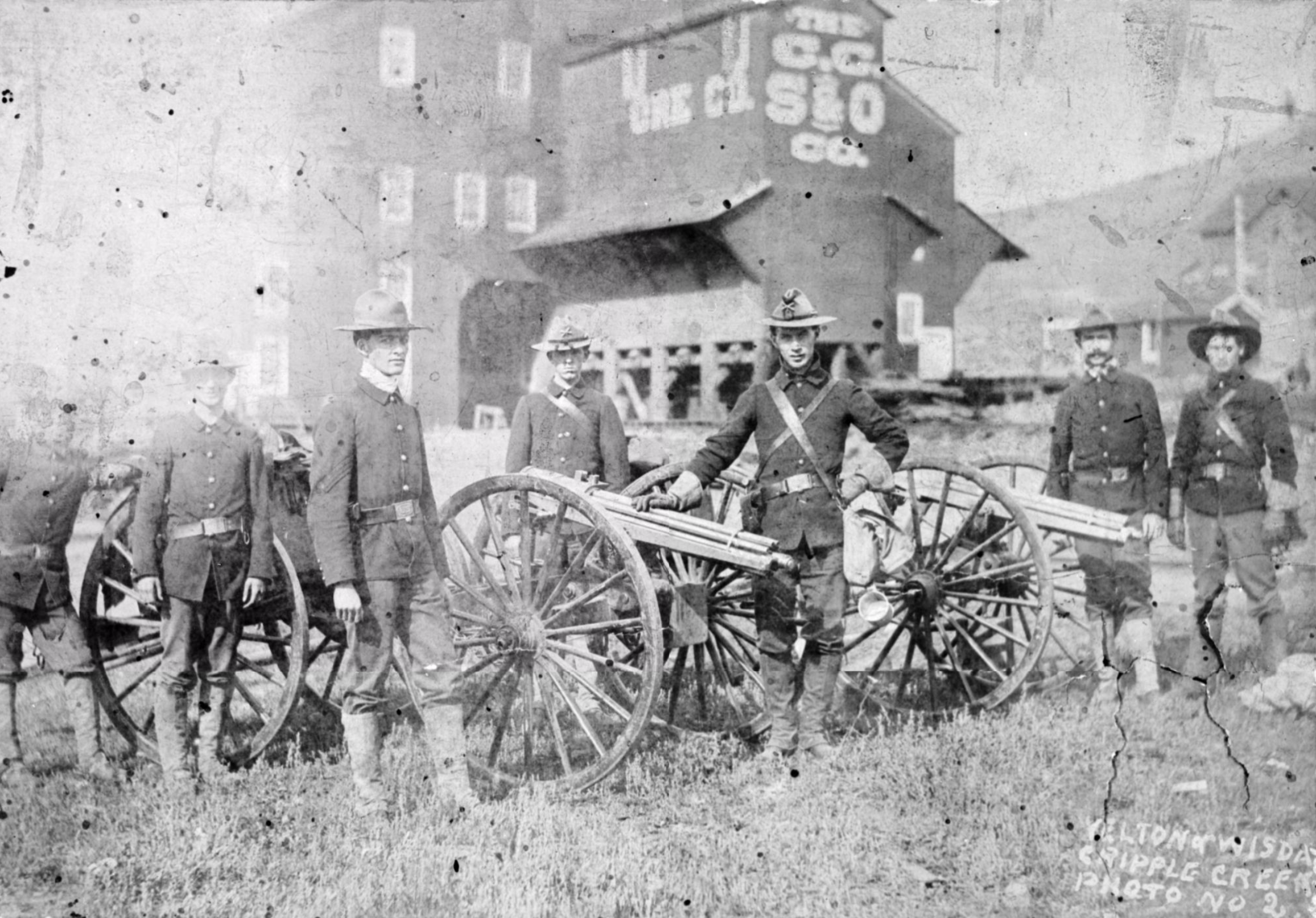
Jednotka D coloradské státní milice v Meekeru během stávky, 1904

## Stávky WFM považované za součást coloradských pracovních válek
- Colorado City, březen až duben 1903 a červenec 1903 až červen 1904
- Těžební oblast Cripple Creek, březen až duben 1903 a srpen 1903 až červen 1904
- Idaho Springs, květen až září 1903
- Telluride, září až prosinec 1903
- Denver, červenec až listopad 1903
- Durango, srpen až září 1903

Dva badatelé zabývající se americkým pracovním násilím dospěli k závěru: „V celé americké pracovní historii neexistuje žádná epizoda, kde by zaměstnavatelé systematicky využívali násilí tak jako v Coloradské pracovní válce v letech 1903 a 1904.“ Zároveň Západní federace horníků (WFM) zvolila agresivnější stávkovou taktiku a „zapojila se do jedné z nejpovstaleckých a nejnásilnějších fází, jakou americká pracovní historie kdy zažila.“

## Příčiny

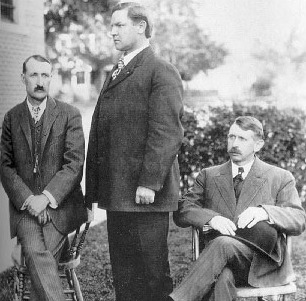
Charles Moyer (vlevo), prezident Západní federace horníků (WFM) v letech 1902 až 1926. Vedl odbory během coloradských pracovních válek

Coloradské pracovní války v letech 1903–1904 byly vyvolány kombinací několika hlavních faktorů. Pracující, zejména horníci a další zaměstnanci dolů, se potýkali s obtížnými pracovními podmínkami, včetně nebezpečného prostředí a dlouhé pracovní doby, přitom dostávali nízké mzdy.
Souběžně s tím narůstala odborová aktivita, především prostřednictvím Západní federace horníků (WFM), což přineslo narůstající požadavky na zlepšení pracovních podmínek, vyšší mzdy a ochranu práv pracujících. V tomto kontextu zaměstnavatelé reagovali tvrdým postojem, odmítáním jednání s odbory a podporou vládních opatření, která podporovala jejich zájmy.
Ve Spojených státech obecně probíhaly rozsáhlé třídní konflikty a sociální nepokoje, což společně s ekonomickými nerovnostmi vytvářelo napětí mezi zaměstnavateli a pracujícími. Státní úřady v Coloradu, propojené s průmyslovými magnáty, podporovaly zájmy zaměstnavatelů, což ještě dále zesilovalo atmosféru konfliktu.
Rozmanitost pracujících v dolech, zahrnující přistěhovalce z různých zemí a etnických skupin, také přispívala k sociálnímu napětí a konfliktům v rámci komunit. Tato kombinace faktorů nakonec vyústila v otevřené střety a vypuknutí Coloradských pracovních válek.